# Мустешть
Мустешть, Мустешті (рум. Mustești) — село у повіті Арад в Румунії. Входить до складу комуни Гурахонц.
Село розташоване на відстані 360 км на північний захід від Бухареста, 73 км на схід від Арада, 118 км на південний захід від Клуж-Напоки, 95 км на північний схід від Тімішоари.

## Населення
За даними перепису населення 2002 року у селі проживали 99 осіб, з них 98 осіб (99,0%) румунів. Рідною мовою 97 осіб (98,0%) назвали румунську.